# Anthicus hispaniolae
Anthicus hispaniolae es una especie de coleóptero de la familia Anthicidae.

## Distribución geográfica
Habita en República Dominicana.